# Danh sách tập của Running Man (2011)
Dưới đây là danh sách các tập của chương trình truyền hình thực tế Running Man được phát sóng vào năm 2011.

## Danh sách tập
| Tập # | Ngày phát sóng           | Khách mời | Landmark                                                                      | Đội | Đội | Nhiệm vụ                                              | Kết quả |
| ----- | ------------------------ | --- | ----------------------------------------------------------------------------- | --- | --- | ----------------------------------------------------- | --- |
| 24    | 02/01/2011 (20/12/2010)  | Lee Kyung-shil, Song Eun-ee                                                                                    | Xi Wi City (Ilsandong-gu, Goyang, Gyeonggi-do)                                | Thu nhặt phế liệu!: Đội xanh (Kim Jong-kook, Ha-ha, Lee Kwang-soo, Lizzy) Đội vàng (Gary, Song Ji-hyo, Song Eun-ee) Đội đỏ (Yoo Jae-suk, Ji Suk-jin, Lee Kyung-shil)                 | Trốn tìm: Đội con trai (Yoo Jae-suk, Gary, Ha-ha, Ji Suk-jin, Lee Kwang-soo) Đội bà mẹ (Kim Jong-kook, Lizzy, Song Ji-hyo, Lee Kyung-shil, Song Eun-ee) | Giành lấy Running Balls                               | Kim Jong-kook, Lee Kwang-soo, Lizzy, Song Ji-hyo, Song Eun-ee Thắng Yoo Jae-suk, Gary, Ha-ha, Ji Suk-jin, Lee Kyung-shil mặc đồ lót màu đỏ và chạy bộ.                                                             |
| 25    | 09/01/2011 (27/12/2010)  | Park Bo-young                                                                                                  | Trung tâm Tự liệu ManHwa (Gyeonggi-do, Bucheon)                               | Ngôi nhà ManHwa!: Đội xanh (Kim Jong-kook, Lee Kwang-soo, Lizzy) Đội đỏ (Gary, Ha-ha, Song Ji-hyo) Đội trắng (Yoo Jae-suk, Ji Suk-jin, Song Joong-ki, Park Bo-young)                 | Trốn tìm: Đội Cô bé quàng khăn đỏ (Yoo Jae-suk, Ji Suk-jin, Lee Kwang-soo, Lizzy, Song Ji-hyo, Song Joong-ki, Park Bo-young) Đội sói (Kim Jong-kook, Gary, Ha-ha) | Giành lấy Running Balls                               | Gary, Ha-ha, Ji Suk-jin, Kim Jong-kook, Song Joong-ki, Yoo Jae-suk, Park Bo-young Thắng Lee Kwang-soo, Lizzy, Song Ji-hyo mặc đồ lót màu đỏ và làm người mẫu tranh biếm họa.                                       |
| 26    | 16/11/2011 (3/1/2011)    | Jung Jin-young, Lee Moon-sik                                                                                   | Nakwon Instruments Shopping Center (Insa-dong, Jongno-gu, Seoul)              | Tìm khách mời: Đội nhiệm vụ (Jung Jin-young, Lee Moon-sik) Đội xanh (Kim Jong-kook, Lee Kwang-su) Đội vàng (Gary, Song Ji-hyo, Song Joong-ki) Đội đỏ (Yu Jae-suk, Ha-ha, Ji Suk-jin) | Thế giới nhạc: Đội xanh (Kim Jong-kook, Lee Kwang-su, Jung Jin-young, Lee Moon-sik) Đội vàng (Gary, Song Ji-hyo, Song Joong-ki) Đội đỏ (Yu Jae-suk, Ha-ha, Ji Suk-jin) Chọn một trong hai: Đội đỏ (Yu Jae-suk, Gary, Ji Suk-jin, Song Ji-hyo) Đội xanh (Kim Jong-kook, Ha-ha, Lee Kwang-su, Song Joong-ki) | Giành lấy Running Balls                               | Ha-ha, Kim Jong-kook, Lee Kwang-su, Song Joong-ki, Jung Jin-young, Lee Moon-sik Thắng Yu Jae-suk, Gary, Ji Suk-jin, Song Ji-hyo mặc quần lót dài và bắt xe buýt trong lần ghi hình kế tiếp tại Seoul Arts Center.  |
| 27    | 23/01/2011 (10/1/2011)   | Max Chang-min, U-Know Yun-ho (TVXQ)                                                                            | Seoul Arts Center (Seocho-gu, Seoul)                                          | Tìm khách mời: Đội nhiệm vụ (Max Chang-min, U-Know Yun-ho) Đội đuổi bắt (Yu Jae-suk, Gary, Ha-ha, Ji Suk-jin, Kim Jong-kook, Lee Kwang-su, Song Joong-ki, Song Ji-hyo)               | Vẽ tiếp sức: Đội Jae-suk (Yu Jae-suk, Ji Suk-jin, Lee Kwang-su, Song Joong-ki, Max Chang-min) Đội Jong-kook (Kim Jong-kook, Gary, Ha-ha, Song Ji-hyo, U-Know Yun-ho) | Giành lấy Running Balls                               | Tất cả Thắng |
| 28    | 30/01/2011 (17/1/2011)   | Kim Byung-man                                                                                                  | Ansung Natural Resort (Juksan-myeon, Anseong, Gyeonggi-do)                    | Tìm khách mời: Đội nhiệm vụ (Kim Byung-man) Đội đuổi bắt (Yu Jae-suk, Gary, Ha-ha, Ji Suk-jin, Kim Jong-kook, Lee Kwang-su, Song Ji-hyo, Song Joong-ki)                              | Diet Karaoke: Đội đỏ (Kim Jong-kook, Gary, Song Ji-hyo) Đội xanh (Ha-ha, Lee Kwang-su, Kim Byung-man) Đội vàng (Yu Jae-suk, Ji Suk-jin, Song Joong-ki) | Giành lấy Running Balls                               | Gary, Ha-ha, Lee Kwang-su, Song Ji-hyo, Song Joong-ki Thắng Yu Jae-suk, Ji Suk-jin, Kim Jong-kook, Kim Byung-man mặc quần lót đỏ dài và nhận được tin nhắn.                                                        |
| 29    | 06/02/2011 (24/1/2011)   | Không khách mời                                                                                                | COEX Aquarium (Gangnam-gu, Seoul)                                             | Đội Jae-suk (Yu Jae-suk, Gary, Ji Suk-jin, Lee Kwang-su) | Đội Jong-kook (Kim Jong-kook, Ha-ha, Song Ji-hyo, Song Joong-ki) | Giành lấy Running Balls                               | Tất cả Thắng |
| 30    | 13/02/2011 (31/1/2011)   | Seung-ri (Big Bang)                                                                                            | The National Center for Korean Traditional Performing Arts (Seocho-gu, Seoul) | Đội nhiệm vụ (Seung-ri) | Đội đuổi bắt (Yu Jae-suk, Gary, Ha-ha, Ji Suk-jin, Kim Jong-kook, Lee Kwang-su, Song Ji-hyo, Song Joong-ki) | Giành lấy Running Balls                               | Tất cả Thắng |
| 31    | 20/02/2011 (9/2/2011)    | Hyun Young | Alpensia Ocean 700 Water Park (Pyeongchang-gun, Gangwon)                      | Tìm khách mời: Đội nhiệm vụ (Hyun Young) Đội đuổi bắt (Yu Jae-suk, Gary, Ha-ha, Ji Suk-jin, Kim Jong-kook, Lee Kwang-su, Song Ji-hyo, Song Joong-ki)                                 | Karaoke dưới nước: Đội đỏ (Kim Jong-kook, Gary, Ha-ha, Song Ji-hyo) Đội vàng (Yu Jae-suk, Ji Suk-jin, Lee Kwang-su, Song Joong-ki, Hyun Young) | Giành lấy Running Balls                               | Tất cả Thắng |
| 32    | 27/02/2011 (14/2/2011)   | Kim Kwang-kyu, Tony Ahn (H.O.T)                                                                                | Woongjin Think Big Office (Paju, Gyeonggi-do)                                 | Tìm khách mời: Đội nhiệm vụ (Tony Ahn, Kim Kwang-kyu) Đội đuổi bắt (Yu Jae-suk, Gary, Ha-ha, Ji Suk-jin, Kim Jong-kook, Lee Kwang-su, Song Joong-ki, Song Ji-hyo)                    | Văn phòng Olympics: Đội doanh nhân 1 (Yu Jae-suk, Song Ji-hyo, Song Joong-ki, Tony Ahn, Kim Kwang-gyu) Đội doanh nhân 2 (Kim Jong-kook, Gary, Ha-ha, Ji Suk-jin, Lee Kwang-su) | Giành lấy Running Balls                               | Gary, Kim Jong-kook, Lee Kwang-su, Song Ji-hyo, Kim Kwang-kyu, Tony Ahn Thắng Yu Jae-suk, Ha-ha, Ji Suk-jin, Song Joong-ki mặc quần lót đỏ dài, và bị bỏ rơi ở giữa cầu Seoul ngập nước và họ phải đi về phía nam. |
| 33    | 06/03/2011 (21/2/2011)   | Oh Ji-ho | Sân bay quốc tế Incheon (Jung-gu, Incheon)                                    | Tìm khách mời: Đội nhiệm vụ (Oh Ji-ho) Đội xanh (Yu Jae-suk, Ji Suk-jin, Song Ji-hyo, Song Joong-ki) Đội đỏ (Kim Jong-kook, Gary, Ha-ha, Lee Kwang-su)                               | Kì nghỉ Olympics: Làng Running 1 (Yu Jae-suk, Ji Suk-jin, Song Ji-hyo, Song Joong-ki, Oh Ji-ho) Làng Running 2 (Kim Jong-kook, Gary, Ha-ha, Lee Kwang-su) | Giành lấy Running Balls                               | Làng Running 1 Thắng Làng Running 2 mặc quần lót đỏ dài, và bị bỏ rơi ở bãi biển Eurwangri và phải ra biển lấy một gói bùn.                                                                                        |
| 34    | 13/03/2011 (28/2/2011)   | Park Jun-gyu, Uee (After School)                                                                               | Hongdae area (Hongdae, Mapo-gu, Seoul)                                        | Tìm khách mời: Đội nhiệm vụ (Park Jun-gyu, Uee) Đội xanh (Yu Jae-suk, Ha-ha, Ji Suk-jin, Song Joong-ki) Đội đỏ (Kim Jong-kook, Gary, Lee Kwang-su, Song Ji-hyo)                      | Quản lý của nhân viên phục vụ: Đội trong nước (Yu Jae-suk, Ha-ha, Ji Suk-jin, Song Joong-ki, Uee) Đội nước ngoài (Kim Jong-kook, Gary, Lee Kwang-su, Song Ji-hyo, Park Jun-gyu) | Giành lấy Running Balls                               | Đội trong nước Thắng Đội nước ngoài mặc quần lót đỏ dài và làm người mẫu cho lớp học vẽ. |
| 35    | 20/03/2011 (7/3/2011)    | Dae-sung (Big Bang), Jung Yong-hwa (CN Blue)                                                                   | Nanji Camp (Sangam-dong, Seoul)                                               | Tìm khách mời: Đội nhiệm vụ (Dae-sung, Jung Yong-hwa) Đội xanh (Yu Jae-suk, Ha-ha, Ji Suk-jin, Song Joong-ki) Đội đỏ (Song Ji-hyo, Gary, Kim Jong-kook, Lee Kwang-su)                | Chúa tể của cắm trại: Tiểu đội 1 (Yu Jae-suk, Ha-ha, Ji Suk-jin, Song Joong-ki, Dae-sung) Tiểu đội 2 (Kim Jong-kook, Gary, Lee Kwang-su, Song Ji-hyo, Jung Yong-hwa) | Giành lấy Running Balls                               | Tiểu đội 2 Thắng Tiểu đội 1 mặc quần lót đỏ dài, bị bỏ rơi ở Gwanghwamun và phải chạy đến tượng vua Sejong. |
| 36    | 27/03/2011 (7/3/2011)    | Dae-sung (Big Bang), Jung Yong-hwa (CN Blue)                                                                   | Nanji Camp (Sangam-dong, Seoul)                                               | Tìm khách mời: Đội nhiệm vụ (Dae-sung, Jung Yong-hwa) Đội xanh (Yu Jae-suk, Ha-ha, Ji Suk-jin, Song Joong-ki) Đội đỏ (Song Ji-hyo, Gary, Kim Jong-kook, Lee Kwang-su)                | Chúa tể của cắm trại: Tiểu đội 1 (Yu Jae-suk, Ha-ha, Ji Suk-jin, Song Joong-ki, Dae-sung) Tiểu đội 2 (Kim Jong-kook, Gary, Lee Kwang-su, Song Ji-hyo, Jung Yong-hwa) | Giành lấy Running Balls                               | Tiểu đội 2 Thắng Tiểu đội 1 mặc quần lót đỏ dài, bị bỏ rơi ở Gwanghwamun và phải chạy đến tượng vua Sejong. |
| 37    | 03/04/2011 (14/3/2011)   | Park Ye-jin | Metapolis (Hwaseong, Gyeonggi-do)                                             | Tìm khách mời: Đội nhiệm vụ (Park Ye-jin) Đội đuổi bắt (Yu Jae-suk, Gary, Ha-ha, Ji Suk-jin, Kim Jong-kook, Lee Kwang-su, Song Ji-hyo, Song Joong-ki)                                | Khai trương: Người của Hyuk (Yu Jae-suk, Gary, Ji Suk-jin, Lee Kwang-su, Park Ye-jin) Người của Kook (Kim Jong-kook, Ha-ha, Song Ji-hyo, Song Joong-ki) | Giành lấy Running Balls                               | Người của Hyuk Thắng Người của Kook mặc quần lót đỏ dài, bị bỏ rơi ở cao tốc, và phải ăn mì theo thứ tự. |
| 38    | 10/04/2011 (21/3/2011)   | Không khách mời                                                                                                | Seoul Medical Center (Jungnang-gu, Seoul)                                     | Tìm khách mời: Đội nhiệm vụ (Yu Jae-suk) Đội đuổi bắt (Gary, Ha-ha, Ji Suk-jin, Kim Jong-kook, Lee Kwang-su, Song Ji-hyo, Song Joong-ki)                                             | Kiểm tra thể chất: Đội xanh (Yu Jae-suk, Ji Suk-jin, Lee Kwang-su, Song Ji-hyo) Đội đỏ (Kim Jong-kook, Gary, Ha-ha, Song Joong-ki) | Giành lấy Running Balls                               | Gary, Ha-ha, Kim Jong-kook, Song Joong-ki, Yu Jae-suk Thắng Ji Suk-jin, Lee Kwang-su, Song Ji-hyo mặc quần lót đỏ dài, phải tìm và mang một đôi dép trên núi.                                                      |
| 39    | 17/04/2011 (4/4/2011)    | Sunny, Yoona (Girls' Generation)                                                                               | Seoul Folk Flea Market (Dongdaemun-gu, Seoul)                                 | Bắt Running Man: Đội nhiệm vụ (Yu Jae-suk, Gary, Ha-ha, Ji Suk-jin, Kim Jong-kook, Lee Kwang-su, Song Ji-hyo, Song Joong-ki) Đội đuổi bắt (Sunny, Yoona)                             | Snack tốt nhất nửa đêm là?: Đội Yoona (Yoona, Ha-ha, Yu Jae-suk) Đội Ji-hyo (Song Ji-hyo, Gary, Kim Jong-kook) Đội Sunny (Sunny, Ji Suk-jin, Lee Kwang-su, Song Joong-ki) | Giành lấy Running Balls                               | Đội Yoona & Sunny Thắng Đội Ji-hyo mặc quần lót đỏ dài và phải trình diễn catwalk tại trung tâm thương mại ở Dongdaemun-gu.                                                                                        |
| 40    | 24/04/2011 (11/4/2011)   | Nichkhun, Taecyeon (2PM)                                                                                       | Petite France (Gapyeong, Gyeonggi-do)                                         | Bắt Running Man: Đội nhiệm vụ (Yu Jae-suk, Gary, Ha-ha, Ji Suk-jin, Kim Jong-kook, Lee Kwang-su, Song Ji-hyo, Song Joong-ki) Đội đuổi bắt (Nichkhun, Taecyeon)                       | Running Man Virus: Đội Yu-Maestro (Yu Jae-suk, Ha-ha, Ji Suk-jin, Song Joong-ki, Taecyeon) Đội Kook-Maestro (Kim Jong-kook, Gary, Lee Kwang-su, Song Ji-hyo, Nichkhun) | Giành lấy Running Balls                               | Đội Kook-Maestro Thắng Yu Jae-suk, Ha-ha, Ji Suk-jin, Song Joong-ki đi bộ trên đoạn đường dài cho đến khi nhạc chấm dứt.                                                                                           |
| 41    | 01/05/2011 (18/4/2011)   | Lee Sun-gyun, Park Joong-hoon                                                                                  | National Digital Library of Korea (Seocho-gu, Seoul)                          | Đội Joong-hoon (Park Joong-hoon, Ji Suk-jin, Kim Jong-kook, Yu Jae-suk) | Đội Sun-gyun (Lee Sun-gyun, Gary, Ha-ha, Lee Kwang-su, Song Ji-hyo, Song Joong-ki) | Giành lấy Running Balls                               | Đội Joong-hoon Thắng Đội Sun-gyun phải chuyển tất cả những gì thuộc về Ha-ha's trở về vị trí cũ. |
| 42    | 08/05/2011 (25/4/2011)   | Không khách mời                                                                                                | SBS Tanhyeon-dong Production Center (Ilsanseo-gu, Goyang, Gyeonggi-do)        | Không chia đội | Không chia đội | Đánh bại các thành viên khác                          | Gary Thắng Gary "nhận được" Kim Jong-kook. |
| 43    | 15/05/2011 (2/5/2011)    | IU, Shin Bong-sun                                                                                              | Sân vận động Daegu (Suseong-gu, Daegu)                                        | Tìm khách mời: Đội nhiệm vụ (IU, Shin Bong-sun) Đội khách mời (Yu Jae-suk, Ji Suk-jin) (Kim Jong-kook, Gary) (Ha-ha, Song Ji-hyo) (Lee Kwang-su)                                     | Tìm năm món ngon nhất Daegu: Đội Jae-suk (Yu Jae-suk, Ji Suk-jin, IU) Đội Jong-kook (Kim Jong-kook, Gary, Shin Bong-sun) Đội Ha-ha (Ha-ha, Song Ji-hyo, Lee Kwang-su) | Kiếm được Running Balls                               | Đội Jae-suk & Jong-kook Thắng Đội Ha-ha mặc quần lót đỏ dài và làm người điều chỉnh thang máy như nhân viên ở Daegu City Hall.                                                                                     |
| 44    | 22/05/2011 (9/5/2011)    | Jang-hyuk | Cheil Worldwide Building (Itaewon, Seoul)                                     | Tìm khách mời: Đội nhiệm vụ (Jang Hyuk) Đội đuổi bắt (Yu Jae-suk, Gary, Ha-ha, Ji Suk-jin, Kim Jong-kook, Lee Kwang-su, Song Ji-hyo)                                                 | Có cùng ý tưởng cho trận đấu!/Đi chung xe cùng vượt thử thách/Tìm ra người mẫu quảng cáo tốt nhất!: Jae-suk/Đội Yu-Pro (Yu Jae-suk, Ji Suk-jin, Song Ji-hyo, Jang Hyuk) Jong-kook/Đội Kim-Pro (Kim Jong-kook, Gary, Ha-ha, Lee Kwang-su)                                                                   | Kiếm được Running Balls                               | Đội Yu-Pro Thắng Đội Jong-kook phải trả tiền cho buổi gặp mặt. Đội Yu-Pro nhận được tiền thưởng từ ông chủ của họ.                                                                                                 |
| 45    | 29/05/2011 (10/5/2011)   | Jang-hyuk | Cheil Worldwide Building (Itaewon, Seoul)                                     | Tìm khách mời: Đội nhiệm vụ (Jang Hyuk) Đội đuổi bắt (Yu Jae-suk, Gary, Ha-ha, Ji Suk-jin, Kim Jong-kook, Lee Kwang-su, Song Ji-hyo)                                                 | Có cùng ý tưởng cho trận đấu!/Đi chung xe cùng vượt thử thách/Tìm ra người mẫu quảng cáo tốt nhất!: Jae-suk/Đội Yu-Pro (Yu Jae-suk, Ji Suk-jin, Song Ji-hyo, Jang Hyuk) Jong-kook/Đội Kim-Pro (Kim Jong-kook, Gary, Ha-ha, Lee Kwang-su)                                                                   | Kiếm được Running Balls                               | Đội Yu-Pro Thắng Đội Jong-kook phải trả tiền cho buổi gặp mặt. Đội Yu-Pro nhận được tiền thưởng từ ông chủ của họ.                                                                                                 |
| 46    | 05/06/2011 (23/5/2011)   | Kim Hyun-joong (SS501)                                                                                         | Kyobo Book Centre (Jongno-gu, Seoul)                                          | Tìm khách mời: Đội nhiệm vụ (Kim Hyun-joong, Ha-ha) Đội đuổi bắt (Yu Jae-suk, Gary, Ji Suk-jin, Kim Jong-kook, Lee Kwang-su, Song Ji-hyo)                                            | Tìm ra cặp đã kết hôn trong văn phòng!/Đi đến điểm kiểm tra/Cuộc đua sống còn: Đội Jae-suk (Yu Jae-suk, Ha-ha, Ji Suk-jin, Kim Hyun-joong) Đội Jong-kook (Kim Jong-kook, Gary, Lee Kwang-su, Song Ji-hyo)                                                                                                  | Kiếm được Running Balls                               | Đội Jae-suk Thắng Đội Jae-suk nhận được phần thưởng từ ông chủ của họ. |
| 47    | 12/06/2011 (24/5/2011)   | Kim Hyun-joong (SS501)                                                                                         | Kyobo Book Centre (Jongno-gu, Seoul)                                          | Tìm khách mời: Đội nhiệm vụ (Kim Hyun-joong, Ha-ha) Đội đuổi bắt (Yu Jae-suk, Gary, Ji Suk-jin, Kim Jong-kook, Lee Kwang-su, Song Ji-hyo)                                            | Tìm ra cặp đã kết hôn trong văn phòng!/Đi đến điểm kiểm tra/Cuộc đua sống còn: Đội Jae-suk (Yu Jae-suk, Ha-ha, Ji Suk-jin, Kim Hyun-joong) Đội Jong-kook (Kim Jong-kook, Gary, Lee Kwang-su, Song Ji-hyo)                                                                                                  | Kiếm được Running Balls                               | Đội Jae-suk Thắng Đội Jae-suk nhận được phần thưởng từ ông chủ của họ. |
| 48    | 19/06/2011 (6/6/2011)    | Không khách mời                                                                                                | National Museum of Korea (Yongsan-gu, Seoul)                                  | Không chia đội | Không chia đội | Đánh bại các thành viên khác                          | Song Ji-hyo Thắng |
| 49    | 26/06/2011 (7/6/2011)    | Goo Ha-ra (Kara), Noh Sa-yeon                                                                                  | Dream Forest (Gangbuk-gu, Seoul)                                              | Đội nữ hoàng Sa-yeon (Noh Sa-yeon, Gary, Yu Jae-suk) Đội nữ hoàng Ji-hyo (Song Ji-hyo, Ji Suk-jin, Lee Kwang-su) Đội nữ hoàng Ha-ra (Goo Ha-ra, Ha-ha, Kim Jong-kook)                | Đội nữ hoàng Sa-yeon (Noh Sa-yeon, Gary, Yu Jae-suk) Đội nữ hoàng Ji-hyo (Song Ji-hyo, Ji Suk-jin, Lee Kwang-su) Đội nữ hoàng Ha-ra (Goo Ha-ra, Ha-ha, Kim Jong-kook) | Đánh bại các đội khác                                 | Đội nữ hoàng Ha-ra Thắng |
| 50    | 03/07/2011 (19/6/2011)   | Kim Min-jung, Nichkhun (2PM)                                                                                   | Bangkok (Thái Lan)                                                            | Đội Min-jung (Kim Min-jung, Kim Jong-kook, Yu Jae-suk) Đội Ji-hyo (Song Ji-hyo, Gary, Ha-ha) Đội Nichkhun (Nichkhun, Ji Suk-jin, Lee Kwang-su)                                       | Đội Min-jung (Kim Min-jung, Kim Jong-kook, Yu Jae-suk) Đội Ji-hyo (Song Ji-hyo, Gary, Ha-ha) Đội Nichkhun (Nichkhun, Ji Suk-jin, Lee Kwang-su) | Kiếm thật nhiều tiền                                  | Đội Min-jung Thắng Đội Min-jung giữ hết số tiền mà mình kiếm được. Tiền của đội Ji-hyo & Nichkhun bị tịch thu. |
| 51    | 10/07/2011 (20/6/2011)   | Kim Min-jung, Nichkhun (2PM)                                                                                   | Bangkok (Thái Lan)                                                            | Đội nhiệm vụ (Kim Jong-kook) | Đội nhiệm vụ (Yu Jae-suk, Gary, Ha-ha, Ji Suk-jin, Lee Kwang-su, Song Ji-hyo, Kim Min-jung, Nichkhun) | Tìm thủ phạm                                          | Kim Min-jung, Nichkhun Thắng Kim Min-jung, Nichkhun nhận được số tiền trong suốt nhiệm vụ. |
| 52    | 17/07/2011 (4/7/2011)    | Choi Min-soo, Yoon So-yi                                                                                       | Gyeongju World (Gyeongju, Gyeongsangbuk-do)                                   | Đội nhiệm vụ (Yu Jae-suk, Gary, Ha-ha, Ji Suk-jin, Kim Jong-kook, Lee Kwang-su, Song Ji-hyo)                                                                                         | Đội đuổi bắt (Choi Min-soo) | Tìm Vương miện vàng                                   | Đội nhiệm vụ (Song Ji-hyo) Thắng |
| 53    | 24/07/2011 (5/7/2011)    | Choi Min-soo, Yoon So-yi                                                                                       | Blue One Resort (Gyeongju, Gyeongsangbuk-do)                                  | Đội xanh (Choi Min-soo, Ha-ha, Lee Kwang-su) Đội tím (Yu Jae-suk, Gary, Yoon So-yi) Đội đỏ (Kim Jong-kook, Ji Suk-jin, Song Ji-hyo)                                                  | Đội xanh (Choi Min-soo, Ha-ha, Lee Kwang-su) Đội tím (Yu Jae-suk, Gary, Yoon So-yi) Đội đỏ (Kim Jong-kook, Ji Suk-jin, Song Ji-hyo) | Đánh bại các đội khác                                 | Đội tím Thắng |
| 54    | 31/07/2011 (18/7/2011)   | Choi Kang-hee, Ji Sung                                                                                         | Tòa nhà 63 (Yeouido, Yeongdeungpo-gu, Seoul)                                  | Đội Kwang-su (Lee Kwang-su, Yu Jae-suk, Ji Sung) Đội Kang-hee (Choi Kang-hee, Ha-ha, Kim Jong-kook) Đội Gary (Gary, Ji Suk-jin, Song Ji-hyo)                                         | Đội Kwang-su (Lee Kwang-su, Yu Jae-suk, Ji Sung) Đội Kang-hee (Choi Kang-hee, Ha-ha, Kim Jong-kook) Đội Gary (Gary, Ji Suk-jin, Song Ji-hyo) | Đánh bại các đội khác                                 | Đội Kang-hee Thắng Đội Kang-hee nhận được Nhẫn vàng Running Man. |
| 55    | 07/08/2011 (1/8/2011)    | Ji-yeon (T-ara), Luna (f(x)), Sulli (f(x)), Suzy (Miss A)                                                      | Wootdali Culture Village (Jisang-dong, Pyeongtaek, Gyeonggi-do)               | Cuộc đua đối tác: Yu Jae-suk & Sulli Gary/Ji Suk-jin & Song Ji-hyo Ha-ha & Suzy Kim Jong-kook & Ji-yeon Lee Kwang-su & Luna                                                          | Đối tác khủng khiếp: trốn và tìm Đội nhiệm vụ (Yu Jae-suk & Sulli, Ji Suk-jin & Song Ji-hyo, Ha-ha & Suzy, Kim Jong-kook & Ji-yeon, Lee Kwang-su & Luna) Đội đuổi bắt (Gary) | Đánh bại các đội khác                                 | Ha-ha & Suzy Thắng Ha-ha & Suzy nhận được bữa ăn đặc biệt. |
| 56    | 14/08/2011 (2/8/2011)    | Ahn Mun-sook, Kim Sook, Shin Bong-sun, Yang Jung-ah                                                            | Wootdali Culture Village (Jisang-dong, Pyeongtaek, Gyeonggi-do)               | Yu Jae-suk & Kim Sook Gary & Song Ji-hyo Ha-ha & Yang Jung-ah Kim Jong-kook & Shin Bong-sun Lee Kwang-su & Ahn Mun-sook Ji Suk-jin                                                   | Yu Jae-suk & Kim Sook Gary & Song Ji-hyo Ha-ha & Yang Jung-ah Kim Jong-kook & Shin Bong-sun Lee Kwang-su & Ahn Mun-sook Ji Suk-jin | Đánh bại các đội khác                                 | Ha-ha & Yang Jung-ah Thắng Ha-ha & Yang Jung-ah nhận được bữa tiệc đặc biệt và nhẫn đôi. |
| 57    | 21/08/2011 (15/8/2011)   | Cha Tae-hyun, Shin Se-kyung                                                                                    | Jeju-do                                                                       | Đội hồng (Yoo Jae-suk, Lee Kwang-su, Shin Se-kyung) Đội xanh (Kim Jong-kook, Song Ji-hyo, Cha Tae-hyun) Đội vàng (Gary, Ha-ha, Ji Suk-jin)                                           | Đội hồng (Yoo Jae-suk, Lee Kwang-su, Shin Se-kyung) Đội xanh (Kim Jong-kook, Song Ji-hyo, Cha Tae-hyun) Đội vàng (Gary, Ha-ha, Ji Suk-jin) | Hoàn thành nhiệm vụ được đưa ra bởi đội ngũ nhân viên | Đội hồng Thắng Đội hồng nhận được tiệc nướng Thịt heo đen Jeju. |
| 58    | 28/08/2011 (16/8/2011)   | Cha Tae-hyun, Shin Se-kyung                                                                                    | Jeju-do                                                                       | Không chia đội | Không chia đội | Đánh bại các thành viên khác                          | Shin Se-kyung Thắng Shin Se-kyung nhận được Running Coin của các thành viên thua cuộc. Yoo Jae Suk nhận gấp đôi Running Coin do đoán đúng người chiến thắng.                                                       |
| 59    | 04/09/2011 (8,22/8/2011) | Choiza (Dynamic Duo), Gaeko (Dynamic Duo), Simon Dominic (Supreme Team), Tiger JK (Drunken Tiger), Yoon Mi-rae | Old Seoul Station (Yongsan-gu, Seoul)                                         | Đội đen (Yu Jae-suk, Lee Kwang-su, Tiger JK, Yoon Mi-rae) Đội xanh (Kim Jong-kook, Ha-ha, Choiza, Simon Dominic) Đội hồng (Gary, Ji Suk-jin, Song Ji-hyo, Gaeko)                     | Đội nhiệm vụ (Ha-ha, Song Ji-hyo, Tiger JK) Đội đuổi bắt (Yu Jae-suk, Gary, Ji Suk-jin, Kim Jong-kook, Lee Kwang-su, Choiza, Gaeko, Simon Dominic, Yoon Mi-rae) | Đánh bại các đội khác                                 | Đội nhiệm vụ Thắng |
| 60    | 11/09/2011 (29/8/2011)   | Không khách mời                                                                                                | D-Cube City (Sindorim-dong, Guro-gu, Seoul)                                   | Đội nhiệm vụ (Yu Jae-suk, Ha-ha, Ji Suk-jin, Kim Jong-kook, Lee Kwang-su, Song Ji-hyo)                                                                                               | Đội đuổi bắt (Gary) | Đánh lừa Gary cho đến kết thúc ghi hình               | Kang Gary Thắng Người chiến thắng nhận được thịt bò Hàn Quốc. |
| 61    | 18/09/2011 (4/9/2011)    | Kang Ji-young (Kara), Kim Ju-hyuk, Lee Yeon-hee                                                                | Bắc Kinh (Trung Quốc)                                                         | Đội Yeon-hee (Lee Yeon-hee, Gary, Yu Jae-suk) Đội Ju-hyuk (Kim Ju-hyuk, Ha-ha, Kim Jong-kook) Đội Ji-young (Kang Ji-young, Ji Suk-jin, Lee Kwang-su)                                 | Đội Yeon-hee (Lee Yeon-hee, Gary, Yu Jae-suk) Đội Ju-hyuk (Kim Ju-hyuk, Ha-ha, Kim Jong-kook) Đội Ji-young (Kang Ji-young, Ji Suk-jin, Lee Kwang-su) | Kiếm tiền                                             | Đội Ju-hyuk Thắng Đội Ju-hyuk nhận được 8000 RMB. Tiền của đội Yeon-hee & Ji-young bị tịch thu. |
| 62    | 25/09/2011 (5/9/2011)    | Kang Ji-young (Kara), Kim Ju-hyuk, Lee Yeon-hee                                                                | Bắc Kinh (Trung Quốc)                                                         | Đội nhiệm vụ (Kim Jong-kook, Song Ji-hyo) | Đội đuổi bắt (Yu Jae-suk, Gary, Ha-ha, Ji Suk-jin, Lee Kwang-su, Kang Ji-young, Kim Ju-hyuk, Lee Yeon-hee) | Tìm thủ phạm                                          | Đội nhiệm vụ Thắng Kim Jong-kook, Song Ji-hyo nhận được số tiền của ngày hôm trước. |
| 63    | 02/10/2011 (19/9/2011)   | Hyoyeon, Jessica, Seohyun, Taeyeon, Yoona, Yuri (Girls' Generation)                                            | Sân vận động Goyang (Goyang, Gyeonggi-do)                                     | Đội xanh (Yu Jae-suk & Yoona, Lee Kwang-su & Yuri) Đội hồng (Gary & Jessica, Ji Suk-jin & Hyoyeon) Đội xanh (Ha-ha & Taeyeon, Kim Jong-kook & Seohyun)                               | Đội xanh (Yu Jae-suk & Yoona, Lee Kwang-su & Yuri) Đội hồng (Gary & Jessica, Ji Suk-jin & Hyoyeon) Đội xanh (Ha-ha & Taeyeon, Kim Jong-kook & Seohyun) | Hoàn thành nhiệm vụ của đội ngũ nhân viên             | Đội xanh Thắng Lee Kwang-su & Yuri nhận được nhẫn đôi. |
| 64    | 09/10/2011 (20/9/2011)   | Hyoyeon, Jessica, Seohyun, Taeyeon, Yoona, Yuri (Girls' Generation)                                            | Paju English Village (Paju, Gyeonggi-do)                                      | Cuộc đua bữa tối: Đội Boys’ Generation (Yu Jae-suk, Gary, Ji Suk-jin, Kim Jong-kook, Lee Kwang-su, Jessica) Đội Girls' Generation (Ha-ha, Hyoyeon, Seohyun, Taeyeon, Yoona, Yuri)    | Cặp đôi trốn tìm: Đội nhiệm vụ (Gary & Yoona, Ha-ha & Jessica, Ji Suk-jin & Hyoyeon, Kim Jong-kook & Taeyeon, Lee Kwang-su & Yuri) Đội đuổi bắt (Yu Jae-suk & Seohyun) | Đánh bại các đội khác                                 | Đội đuổi bắt Thắng Yu Jae-suk & Seohyun nhận được bữa ăn đôi. |
| 65    | 23/10/2011 (3/10/2011)   | Kim Ju-hyuk, Kim Sun-ah                                                                                        | Baekje Military Museum (Bujeok-myeon, Nonsan, Chungcheongnam-do)              | Đội nhiệm vụ (Kim Sun-ah, Ha-ha, Yu Jae-suk) | Đội đuổi bắt (Gary, Ji Suk-jin, Kim Jong-kook, Lee Kwang-su, Song Ji-hyo, Kim Ju-hyuk) | Đánh bại các đội khác                                 | Đội nhiệm vụ Thắng Đội nhiệm vụ nhận được đặc sản của Nonsan. |
| 66    | 30/10/2011 (4/10/2011)   | Kim Sun-ah, Song Joong-ki                                                                                      | Hangang Park (Yeouido, Yeongdeungpo-gu, Seoul)                                | Đội xanh (Yu Jae-suk, Gary, Ji Suk-jin) Đội đỏ (Ha-ha, Kim Jong-kook, Kim Sun-ah) Đội vàng (Lee Kwang-su, Song Ji-hyo, Song Joong-ki)                                                | Đội xanh (Yu Jae-suk, Gary, Ji Suk-jin) Đội đỏ (Ha-ha, Kim Jong-kook, Kim Sun-ah) Đội vàng (Lee Kwang-su, Song Ji-hyo, Song Joong-ki) | Hoàn thành nhiệm vụ của nhà sản xuất                  | Đội đỏ Thắng Đội vàng phải làm tăng ca và gặp gỡ khách ở Hangang Cruise. |
| 67    | 06/11/2011 (17/10/2011)  | Kim Soo-ro, Park Ye-jin                                                                                        | Gungpyeong Village (Seosin-myeon, Hwaseong, Gyeonggi-do)                      | Đội đỏ (Park Ye-jin, Gary, Yu Jae-suk) Đội xanh (Kim Soo-ro, Ha-ha, Kim Jong-kook) Đội vàng (Ji Suk-jin, Lee Kwang-su, Song Ji-hyo)                                                  | Đội đỏ (Park Ye-jin, Gary, Yu Jae-suk) Đội xanh (Kim Soo-ro, Ha-ha, Kim Jong-kook) Đội vàng (Ji Suk-jin, Lee Kwang-su, Song Ji-hyo) | Đánh bại đội còn lại                                  | Đội vàng Thắng |
| 68    | 13/11/2011 (18/10/2011)  | Kim Soo-ro, Park Ye-jin                                                                                        | Canal Walk (Songdo International Business District, Incheon)                  | Đội nhiệm vụ (Yu Jae-suk, Gary, Ha-ha, Kim Jong-kook, Song Ji-hyo) Đội điệp viên (Ji Suk-jin, Lee Kwang-su)                                                                          | Đội đuổi bắt (Kim Soo-ro, Park Ye-jin) | Đánh bại đội còn lại                                  | Đội đuổi bắt Thắng |
| 69    | 20/11/2011 (31/10/2011)  | Choi Min-soo                                                                                                   | Incheon Culture & Arts Center (Guwol-dong, Namdong-gu, Incheon)               | Đội nhiệm vụ (Yu Jae-suk, Gary, Ha-ha, Ji Suk-jin, Kim Jong-kook, Lee Kwang-su, Song Ji-hyo)                                                                                         | Đội đuổi bắt (Choi Min-soo) | Cứu và giải thoát các thành viên                      | Choi Min-soo Thắng |
| 70    | 27/11/2011 (14/11/2011)  | Lee Min-ki, Park Chul-min, Son Ye-jin                                                                          | KT Building (Bundang-gu, Seongnam, Gyeonggi-do)                               | Đội đen (Ji Suk-jin) Đội xanh lá (Yu Jae-suk, Son Ye-jin) Đội xanh dương (Gary, Song Ji-hyo, Park Chul-min) Đội đỏ (Ha-ha, Kim Jong-kook, Lee Kwang-su, Lee Min-ki)                  | Đội nhiệm vụ (Kim Jong-kook, Son Ye-jin) Đội đuổi bắt (Yu Jae-suk, Gary, Ji Suk-jin, Lee Kwang-su, Song Ji-hyo, Lee Min-ki, Park Chul-min) | Đánh bại các điệp viên                                | Đội nhiệm vụ Thắng Son Ye-jin nhận được đĩa vàng. |
| 71    | 04/12/2011 (15/11/2011)  | Jo Hye-ryun, Oh Yeon-su                                                                                        | Gyeonghui Palace (Jongno-gu, Seoul)                                           | Đội nữ hoàng Yeon-su (Oh Yeon-su, Gary, Yu Jae-suk) Đội nữ hoàng Hye-ryun (Jo Hye-ryun, Ha-ha, Kim Jong-kook) Đội nữ hoàng Ji-hyo (Song Ji-hyo, Ji Suk-jin, Lee Kwang-su)            | Đội nữ hoàng Yeon-su (Oh Yeon-su, Gary, Yu Jae-suk) Đội nữ hoàng Hye-ryun (Jo Hye-ryun, Ha-ha, Kim Jong-kook) Đội nữ hoàng Ji-hyo (Song Ji-hyo, Ji Suk-jin, Lee Kwang-su) | Thu thập Running Brass Coins                          | Đội nữ hoàng Yeon-su Thắng Oh Yeon-su nhận được vòng cổ và hoa tai. |
| 72    | 11/12/2011 (28/11/2011)  | Jung Yong-hwa (CN Blue), Lee Min-jung                                                                          | Hồng Kông (Trung Quốc)                                                        | Đội xanh (Lee Min-jung, Ha-ha, Yu Jae-suk) Đội đỏ (Jung Yong-hwa, Kim Jong-kook, Song Ji-hyo) Đội vàng (Gary, Ji Suk-jin, Lee Kwang-su)                                              | Đội xanh (Lee Min-jung, Ha-ha, Yu Jae-suk) Đội đỏ (Jung Yong-hwa, Kim Jong-kook, Song Ji-hyo) Đội vàng (Gary, Ji Suk-jin, Lee Kwang-su) | Giải quyết Huyền thoại Cửu Long                       | Song Ji-hyo Thắng Song Ji-hyo nhận được vàng. |
| 73    | 18/12/2011 (29/11/2011)  | Jung Yong-hwa (CN Blue), Lee Min-jung                                                                          | Hồng Kông (Trung Quốc)                                                        | Không khách mời | Không khách mời | Giải quyết Huyền thoại Cửu Long                       | Song Ji-hyo Thắng Song Ji-hyo nhận được vàng. |
| 74    | 25/12/2011 (12/12/2011)  | Không khách mời                                                                                                | KINTEX (Ilsanseo-gu, Goyang, Gyeonggi-do)                                     | Không khách mời | Không khách mời | Đánh bại các thành viên khác                          | Gary Thắng Gary nhận được chuyến du lịch châu Âu. |